# Eurystyles splendissima
Eurystyles splendissima är en orkidéart som beskrevs av Dariusz Lucjan Szlachetko. Eurystyles splendissima ingår i släktet Eurystyles och familjen orkidéer. Inga underarter finns listade i Catalogue of Life.